# Xingfeng, Chongqing
Xingfeng (kinesiska: 兴峰) är en socken i sydvästra Kina. Den ligger i Zhong härad i storstadsområdet Chongqing, omkring 170 kilometer nordost om det centrala stadsdistriktet Yuzhong. Antalet invånare är 11 280. Befolkningen består av 5 445 kvinnor och 5 835 män. Barn under 15 år utgör 18,0 %, vuxna 15-64 år 68 %, och äldre över 65 år 12,0 %.